# Khương Tử Nha (phim)
Khương Tử Nha (tiếng Trung: 姜子牙) là một bộ phim hoạt hình điện ảnh 3D của Trung Quốc năm 2020 thuộc thể loại phiêu lưu kỳ ảo. Cải biên từ tiểu thuyết Phong thần diễn nghĩa, bộ phim do Trình Đằng và Lý Vĩ đồng đạo diễn, phần biên kịch do Quan Hạo Thiên thực hiện. Khương Tử Nha công chiếu vào ngày 1 tháng 10 năm 2020 tại Trung Quốc.

## Nội dung
Sau khi thống lĩnh quần hùng đánh bại Nhà Thương, trừ diệt Trụ Vương vô đạo và Cửu Vỹ Hồ gian tà giúp đem lại thái bình cho Tam Giới, Khương Tử Nha - đại đệ tử xuất chúng của Tịnh Hư Cung - nay được phong làm lãnh đạo thần chúng, giữ gìn Thiên đạo, bảo vệ chúng sinh. Nhưng trong buổi hành hình Cửu Vỹ Hồ, Khương Tử Nha phát hiện ra có một sinh linh vô tội đang liên kết với sinh mệnh đối phương. Tiêu diệt Cửu Vỹ Hồ sẽ khiến sinh linh kia chết theo, nên ông đã không xuống tay. Hậu quả là nguyên thần của hồ yêu thoát khỏi phong ấn, chạy thoát xuống nhân gian. Cho rằng Khương Tử Nha bị trúng huyễn thuật của Hồ yêu, Tịnh Hư Cung phong ấn thần lực của ông và đày nhân vật xuống Bắc Hải xa xôi lạnh lẽo để tu luyện cho đến khi hoàn toàn tỉnh ngộ. Bên cạnh ông lúc này chỉ có linh thú Tứ Bất Tượng trung thành, và người bạn đồng môn Thân Công Báo.
Một ngày nọ, Khương Tử Nha tình cờ bắt gặp Tiểu Cửu - tiểu hồ ly có diện mạo giống hệt sinh linh bí ẩn liên kết với Cửu Vỹ Hồ mà mình nhìn thấy trước đây. Tiểu Cửu đang tìm đường đến U Đô Sơn - nơi đồn rằng có sự xuất hiện của yêu hồ. Cả hai cùng nhau hướng đến ngọn núi nhằm khám phá bí ẩn của đại chiến Phong Thần ngày trước.

## Diễn viên
| Nhân vật      | Diễn viên lồng tiếng |
| ------------- | -------------------- |
| Khương Tử Nha | Trịnh Hy             |
| Tiểu Cửu      | Dương Ngưng          |
| Thân Công Báo | Đồ Đặc Cáp Mông      |
| Tứ Bất Tượng  | Diêm Ma Ma           |
| Cửu Vỹ Hồ     | Quý Quân Lâm         |
| Sư Tôn        | Khương Quảng Đào     |

## Sản xuất
Năm 2015, Khương Tử Nha đã được chuẩn bị sản xuất; đến năm 2017, Horgos Coloroom Pictures công bố với công chúng bộ ba tác phẩm Na Tra: Ma đồng giáng thế (2019), Phượng hoàng (đã hủy) và Khương Tử Nha sẽ là "Thần thoại tam bộ khúc" của hoạt hình Trung Quốc.
Bộ phim được Trình Đằng và Lý Vĩ đồng đạo diễn, Vương Hân và Lý Hạ làm đạo diễn liên hợp; trong đó, Vương Hân kiêm tổng giám nghệ thuật.

### Âm nhạc
| STT | Nhan đề                               | Phổ lời             | Phổ nhạc      | Trình bày   | Thời lượng |
| --- | ------------------------------------- | ------------------- | ------------- | ----------- | ---------- |
| 1.  | "Khương Tử Nha" (ca khúc chủ đề)      | Quách Đức Tử Nghị   | Hoàng Anh Hoa | Trương Kiệt | 2:26       |
| 2.  | "Xin vững tin vào giấc mơ" (nhạc kết) | Ốc Đặc Ngải Văn Nhi | Trần Vũ       | Châu Thâm   | 3:10       |

## Phát hành
Khương Tử Nha vốn được dự kiến công chiếu vào ngày 25 tháng 1 năm 2020. Tuy nhiên, do ảnh hưởng của dịch viêm phổi Vũ Hán 2019-20, nên vào ngày 23 tháng 1 năm 2020, nhà phát hành bộ phim đã tuyên bố hủy công chiếu bộ phim điện ảnh này (cùng với nhiều bộ phim điện ảnh được dự kiến chiếu vào dịp lễ hội năm mới khác) để góp phần phòng chống dịch bệnh. Do phòng chiếu phim là môi trường kín, không khí không lưu thông đồng thời là nơi tụ tập đông người. Mặt khác, những khán giả đã mua vé cũng được hỗ trợ hoàn tiền. Khương Tử Nha vốn được bắt đầu dự kiến công chiếu vào ngày 1 tháng 10 năm 2020.